# 烏里州
烏里州（德語：Kanton Uri，[ˈuːʁi] ⓘ）是瑞士中部較小的一個州，為瑞士三個創始聯邦州之一。

## 地理
主要河流為羅伊斯河，整個烏里州即為該河的最上游集水區，該河在烏里州北方流入四州湖。
烏里州位在中瑞士的東南部，該州的官方語言為德語，地方上講烏里州德語，屬於頂瑞士德語分支。

## 歷史
- 1291年：為對抗神聖羅馬帝國暴政，烏里、施維茨、翁特瓦爾登結盟發誓（德语：Rütlischwur）。

- 1848年：瑞士通過第一部憲法，烏里成為瑞士的第四個州[3]。

- 1853年：裝設第一條電報線。

- 1875年：格申嫩自瓦森拆分出來，自成一市鎮。

- 2021年：鮑恩與塞多夫整併，鮑恩成為塞多夫的外飛地。

## 行政區劃
烏里州不同於其他人口較多的州，在州與市鎮層級間，未設置區。自1848年以來，下議院選舉向來只分配一席，通州只劃分為單一選區。
烏里州轄下共19個市鎮：
- 阿尔特多夫
- 沙特多夫（德语：Schattdorf）
- 比格伦
- 埃斯特费尔德
- 塞多夫
- 锡伦嫩
- 弗吕埃伦
- 阿廷豪森（德语：Attinghausen）
- 安德馬特
- 許皮林恩（德语：Spiringen）
- 塞利斯贝格
- 下舍兴
- 古爾特內稜（德语：Gurtnellen）
- 伊仁塔爾（德语：Isenthal）
- 格申嫩
- 瓦森
- 锡西孔
- 客室篷（德语：Hospental）
- 雷阿爾卑

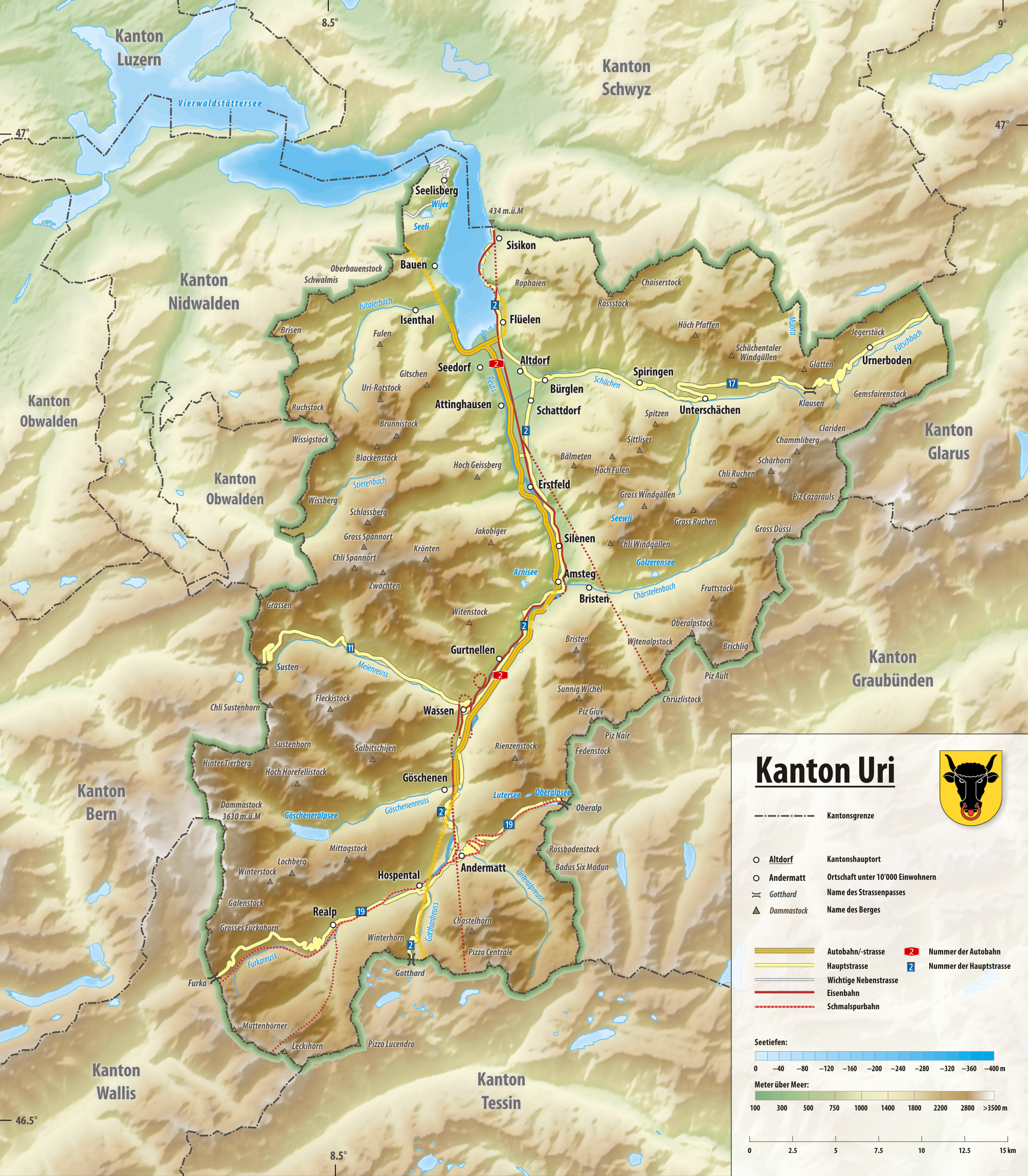
烏里州地形圖
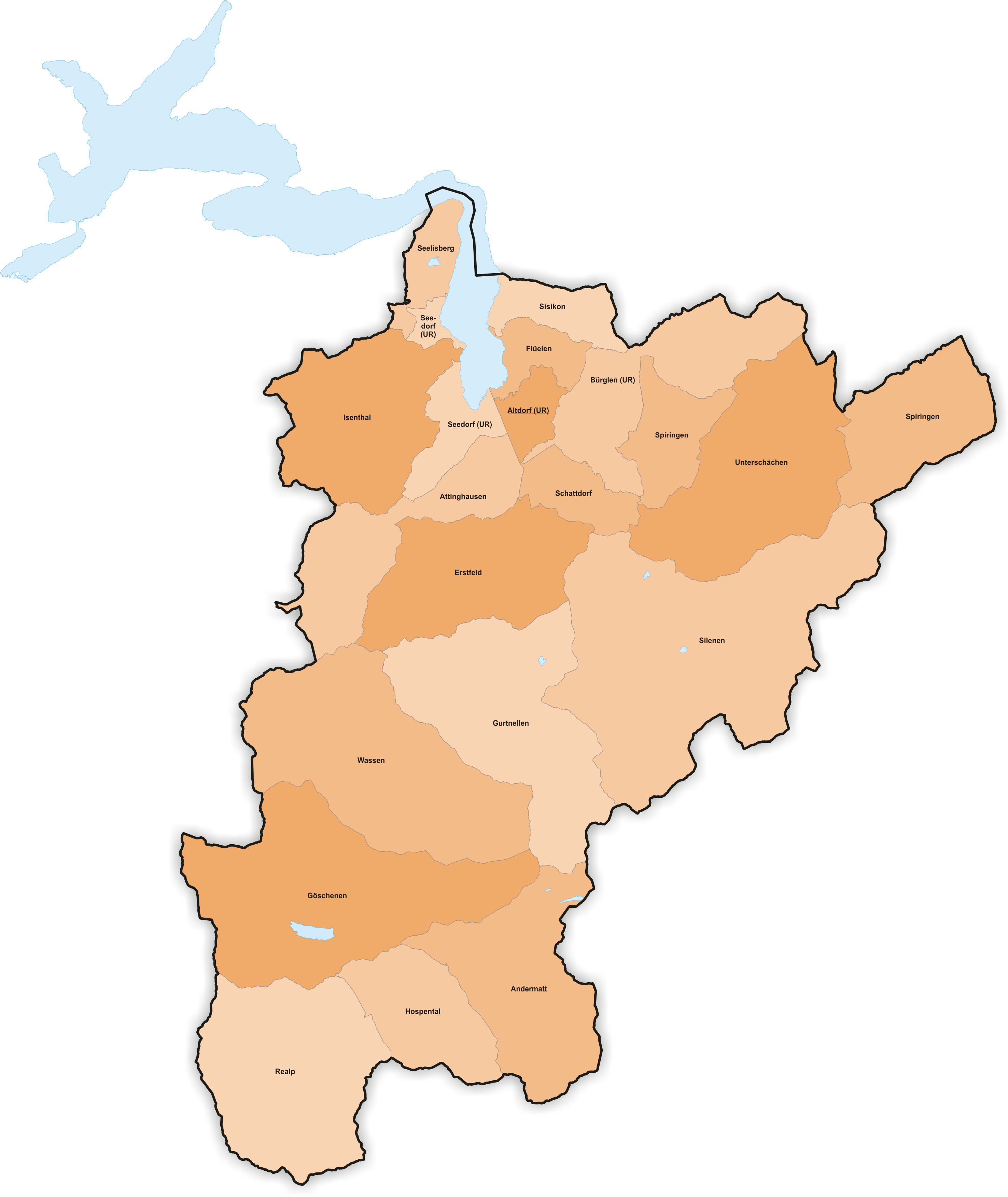
2021年起生效的烏里州行政劃分
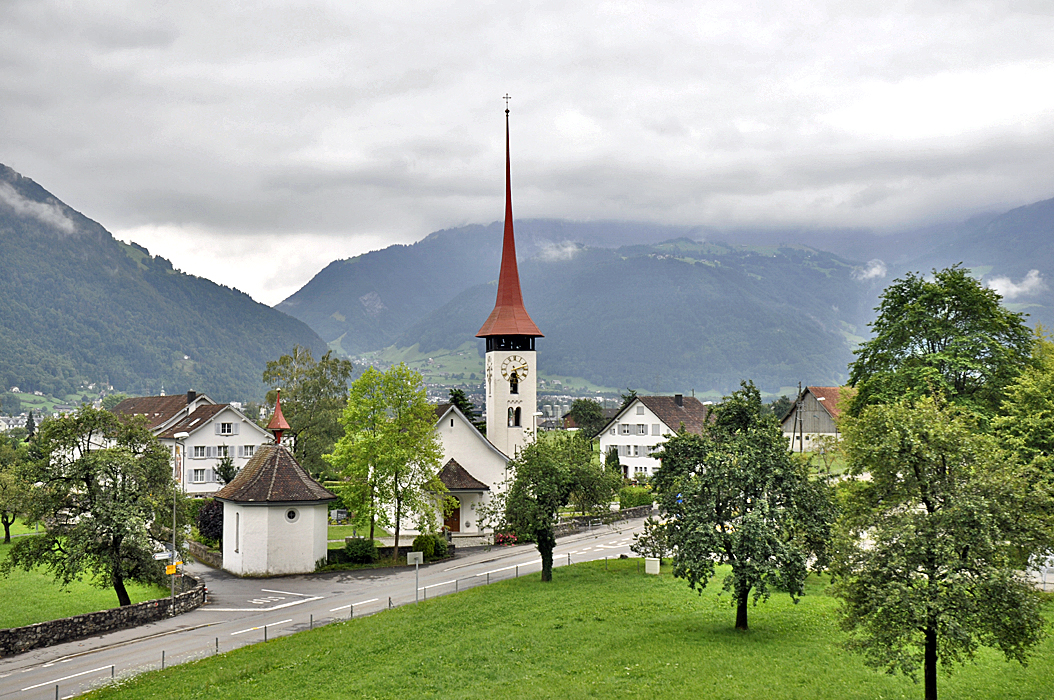
琉森湖濱一景